# Schausia darocana
Schausia darocana là một loài bướm đêm trong họ Noctuidae.